# トヨタエルアンドエフ福岡
トヨタエルアンドエフ福岡株式会社（トヨタエルアンドエフふくおか）は、トヨタL&Fカンパニーの福岡県、佐賀県、長崎県における販売店であり、昭和グループの1社である。
福岡トヨタ自動車、佐賀トヨタ自動車、長崎トヨタ自動車の産業車両部門を統合し、設立。1998年10月に現在の社名に変更。通称として、『トヨタL&F福岡』を使用している。

## 沿革
- 1969年（昭和44年）8月1日 - 福岡トヨタ自動車、佐賀トヨタ自動車、長崎トヨタ自動車の産業車両部を統合し、「福岡トヨタフォークリフト株式会社」の商号で設立。
- 1998年（平成10年）10月 - 「トヨタエルアンドエフ福岡株式会社」に商号を変更。

## 主な取扱商品
- フォークリフト
- ショベルローダー
- トーイングトラクター
- 高所作業車
- 環境機器

以上はトヨタL&Fカンパニー製（豊田自動織機）。この他にもさまざまな商品を取り扱っている。